# Liste von Siechenhäusern

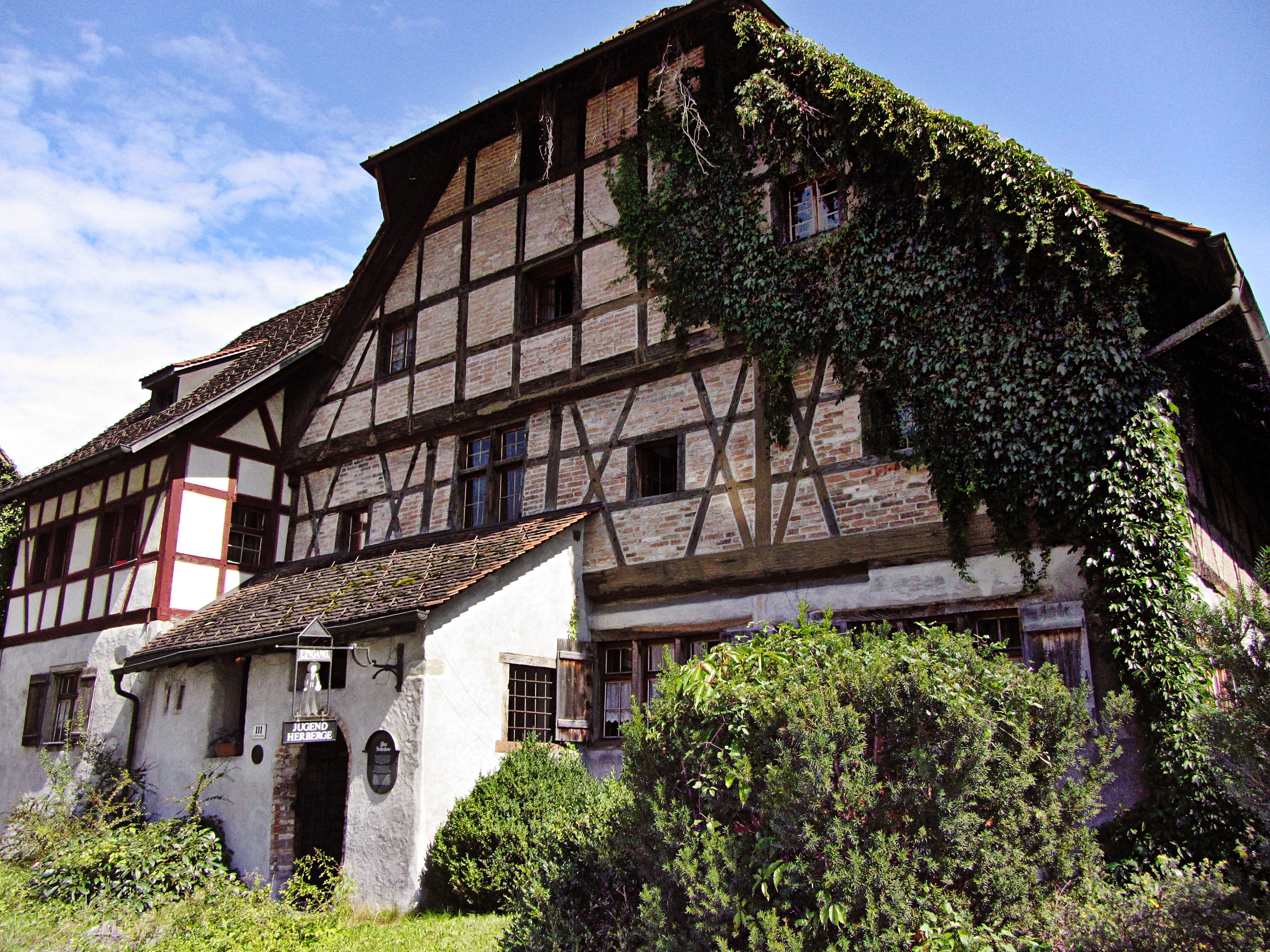
Siechenhaus in Feldkirch, Vorarlberg

Diese Liste von Siechenhäusern verzeichnet historische Häuser und Orte im deutschsprachigen Raum, die Siechenhäuser (auch Siechhaus, Siechenhof, Siechhof, Siechkobel und ähnlich) waren.
Ein Siechenhaus war vom Mittelalter bis in die Neuzeit ein Krankenhaus, dass dazu diente, unheilbar kranke Menschen mit ansteckenden Krankheiten von der Gesellschaft zu isolieren. Siechenhäuser wurden außerhalb der Ansiedlungen angelegt. Während des 19. Jahrhunderts bis Anfang des 20. Jahrhunderts waren damit Pflegeeinrichtungen für unheilbar kranke oder alte Menschen innerhalb der Stadtgrenzen gemeint.

## Liste von Siechenhäusern
Die Liste ist nach den Ortsnamen alphabetisch sortiert.
Siechenhäuser in Deutschland:
- Siechenhaus, ehemaliges Siechenhaus in Alsfeld[1]
- Siechenkapelle, Kapelle in Balingen[2]
- Siechenhauskapelle, Baudenkmal in Beckum[3]
- Siechenhaus Honrath, Wüstung auf dem Gebiet von Bergheim, in der Nähe des Stadtteils Quadrath-Ichendorf[4][5]
- Siechenspital mit Hospitalkirche, Baudenkmal in Biedenkopf
- Siechenhaus mit Kapelle St. Leonhard, Flecken in Braunschweig
- Siechenhaus vor Dassow, abgegangener Gebäudekomplex in Schwanbeck vor Dassow
- Siechhaus (Dinkelsbühl), Wüstung auf dem Gebiet der Stadt Dinkelsbühl
- Siechenkapelle, Neubau der zerstörten Kapelle in Dorsten[6]
- Siechenhaus, abgegangenes Gebäude in Dülmen[7]
- Siechenhaus in Düren, abgegangenes ehemaliges Siechenhaus in Düren
- Siechhof Eichstätt, Baudenkmal in Eichstätt
- Siechenhaus, abgegangenes Gebäude in Eimeldingen[8]
- Siechenhaus, ehemaliges Siechenhaus in Ellwangen[9]
- Siechenkapelle, Baudenkmal in Essen-Rüttenscheid
- Siechenhaus, ehemaliges Siechenhaus in Friedberg[10]
- Siechenhof (Goslar), ehemaliges Siechenhaus in Goslar
- Siechhaus und Siechenkapelle, Baudenkmal im Vorort Altenstadt von Geislingen an der Steige[11]
- Siechenhof mit Kapelle, Baudenkmäler in Halberstadt[12]
- Siechenhaus, ehemaliges Siechenhaus in Hessisch Oldendorf[13]
- Siechenhauskapelle, Gasthaus zum St. Jakobsbad in Horb am Neckar[14]
- Siechhaus (Iphofen), Wüstung auf dem Gebiet der Stadt Iphofen
- Siechenhaus, ehemaliges Siechenhaus in Jülich[15]
- Siechenhaus, ehemaliges Siechenhaus in Kaiseringen[16]
- Siechenhaus (Kitzingen), Wüstung im Gebiet der heutigen Kitzinger Siedlung
- Siechenhaus (Klein Grönau), Jugendheim und Kulturdenkmal in Klein Grönau, Lübeck-St. Jürgen
- Rotes Haus (Leipzig), 1887 bis 1889 als Siechenhaus für Pflegezwecke erbaut, jedoch bis 1990 als Krankenhausgebäude genutzt
- Siechhäusern, Ortsteil des Marktes Markt Indersdorf
- Siechenhaus, ehemaliger Gebäudekomplex bei Nördlingen[17]
- Siechenhaus, ehemaliges Siechenhaus in Paderborn[18]
- Siechenhaus Bethesda, Teil des Elblandklinikum Radebeul
- Siechenhaus und Martinskapelle, ehemaliger Gebäudekomplex in Saalfeld[19]
- Katharinenspital zu den Sondersiechen, ehemaliges Siechenhaus in Schwäbisch Gmünd
- Schwartauer Siechenhaus, abgegangenes ehemaliges Siechenhaus in Schwartau
- Siechenhaus, abgegangenes Gebäude in Spangenberg
- St. Jürgen-Siechenhaus (Travemünde), abgegangenes ehemaliges Siechenhaus und heutiges Bodendenkmal in Travemünde
- Siechenhaus (Volkach), denkmalgeschütztes Bauwerk in Volkach
- Siechenhauskapelle, Kapelle des abgegangenen Siechenhauses und eines der ältesten Gebäude in Waiblingen
- Siechenhaus, ehemaliges Siechenhaus in Wertheim[20]
- Siechenhaus, ehemaliges Siechenhaus in Wesel[21]

Siechenhäuser in Luxemburg:
- Siechenhof (Luxemburg), ehemaliges Siechenhaus, Wohnsiedlung in Pfaffenthal, Luxemburg (Stadt)

Siechenhäuser in Österreich:
- Siechenhaus (Bregenz), denkmalgeschütztes Gebäude in Bregenz
- Siechenhaus (Feldkirch), denkmalgeschütztes Gebäude in Feldkirch
- Siechenhaus St. Wolfgang, ehemaliges Siechenhaus bei Fürstenfeld[22]
- Siechenhaus zum Klagbaum, ehemaliges Spital in Wien

Siechenhäuser in der Schweiz:
- Siechenhaus, ehemaliges Siechenhaus in Bern[23]
- Siechenhaus (Burgdorf), denkmalgeschütztes Gebäude in Burgdorf, Kanton Bern
- Siechenhaus, ehemaliges Siechenhaus in Einsiedeln[24]
- Siechenhaus, ehemaliges Siechenhaus in Kempraten in Rapperswil-Jona[25]
- Siechenhaus, ehemaliges Siechenhaus in Kreuzlingen[26]
- Siechenhaus, Bodendenkmal in Laufenburg, Kanton Aargau[27]
- Siechenhaus Linsebühl, ehemaliges Siechenhaus und heute evangelische Kirche in St. Gallen[28]
- Siechenhaus, denkmalgeschütztes Gebäude in St. Jakob an der Birs, Kanton Basel-Stadt
- Siechenhaus St. Georgen, Vorgänger des Kantonsspitals Winterthur[29]
- Siechenhaus (Zofingen), denkmalgeschütztes Gebäude in Zofingen, Kanton Aargau